# Andreas Becker (Bodybuilder)
Andreas Becker (* 17. Juni 1965) ist ein deutscher Bodybuilder. 
Seine größten Erfolge feierte er in den 1980er Jahren mit dem Gewinn der Junioren-Weltmeisterschaft 1985 in der Klasse bis 80 kg in Sydney und der Europameisterschaft im Mittelgewicht 1989 in Oslo. Nach einer langjährigen Wettkampfpause feierte er im Jahr 2000 ein Comeback mit der Bronzemedaille bei der Weltmeisterschaft bis 75 kg in Malakka.

## Erfolge
- 1985 Deutscher Junioren-Meister bis 80 kg
- 1985 Junioren-Weltmeister bis 80 kg in Sydney (Australien)
- 1986 Deutscher Juniorenmeister-Gesamtsieger in München
- 1989 Europameister im Mittelgewicht bis 80 kg in Oslo (Norwegen)
- 2000 Bronzemedaille Weltmeisterschaft bis 75 kg in Malakka (Malaysia)
- 2001 Goldmedaille World Games 2001 bis 75 kg in Akita (Japan)
- 2003 Silbermedaille Weltmeisterschaft bis 80 kg in Mumbai (Indien)
- 2005 Silbermedaille World Games 2005 bis 75 kg in Duisburg